# Хлопчики (фільм, 2015)
«Хлопчики» (швед. Pojkarna) — шведський драматичний фільм, знятий Александрою Терезою Кейнінг. Світова прем'єра стрічки відбулась 12 вересня 2015 року на міжнародному кінофестивалі в Торонто. Фільм розповідає про трьох дівчаток, які випадково перетворилися на хлопчиків.

## У ролях
- Тува Ягелль — Кім
- Луїза Найвалл — Момо
- Вільма Голмен — Белла

## Визнання
| Нагороди та номінації фільму «Хлопчики» | Нагороди та номінації фільму «Хлопчики» | Нагороди та номінації фільму «Хлопчики» | Нагороди та номінації фільму «Хлопчики» | Нагороди та номінації фільму «Хлопчики» | Нагороди та номінації фільму «Хлопчики» |
| Рік                                     | Кінопремія / Кінофестиваль              | Категорія / Нагорода                    | Номінант                                | Результат                               |                                         |
| --------------------------------------- | --------------------------------------- | --------------------------------------- | --------------------------------------- | --------------------------------------- | --------------------------------------- |
| 2015                                    | Антальський міжнародний кінофестиваль   | «Золота помаранча» за найкращий фільм   | «Хлопчики»                              | Номінація                               |                                         |